# Stendhalsyndromet
Stendhalsyndromet, også kendt som Stendhals syndrom, er en psykosomatisk lidelse.
Lidelsen giver sig ofte udtryk ved forøget hjertebanken, svimmelhed, forvirring og til tider endda hallucinationer.
Fænomenet opstår ofte når en person oplever kunst, specielt kunst der betager personen, eller store mængder af kunst på et lille område.
Stendhalsyndromet er opkaldt efter den kendte franske 1800-tals forfatter Stendhal. 
Stendhal beskrev sine oplevelser med fænomenet under et besøg i Firenze i 1817, hvor han oplevede overvældende følelser af svimmelhed og desorientering ved en kunstudstilling.
Der er mange historier om folk der føler sig svimle eller sågar besvimer, når de ser på kunst, men alligevel blev syndromet først navngivet i 1979, hvor det blev beskrevet af den italienske psykiater Graziella Magherini. Magherini havde observeret og dokumenteret mange tilfælde af syndromet blandt besøgende på Uffizigalleriet. Syndromet blev første gange diagnosticeret i 1982.
I den italienske film La sindrome di Stendhal fra 1996, opleves denne lidelse.